# Olessia Koulakova
Olessia Koulakova est une joueuse de volley-ball  allemande  née le 31 janvier 1977 à Almaty (URSS). Elle mesure 1,90 m et joue centrale.

## Clubs
| Club                 | Pays      | De        | À         |
| -------------------- | --------- | --------- | --------- |
| SC Schwerin          | Allemagne | 1997-1998 | 2001-2002 |
| RC Cannes            | France    | 2002-2003 | 2003-2004 |
| Asystel Novare       | Italie    | jan 2005  | mai 2005  |
| Padoue Volley        | Italie    | jan 2006  | mai 2006  |
| Le Cannet-Rocheville | France    | 2009-2010 | 2010-2011 |

## Palmarès
- Ligue des champions (1)
  - Vainqueur :  2003
- Championnat de France (2)
  - Vainqueur : 2003, 2004
- Coupe de France (2)
  - Vainqueur : 2003, 2004